# Artoffact Records
Artoffact Records ist ein kanadisches Label, das sich auf die Veröffentlichung von Musik in dem Genre-Spektrum Electro und Elektronische Musik, insbesondere der Schwarzen Szene, spezialisiert hat.

## Geschichte
Das Label wurde 1999 gegründet. Im Juni 2013, veranstaltete das Label ein Konzert mit einigen seiner Künstler. Darunter waren unter anderem Prospero, Encephalon und Legend.

## Künstler (Auswahl)
- 3Teeth
- ∆AIMON
- Absurd Minds
- Actors
- Aesthetic Perfection
- Alice in Videoland
- Apoptygma Berzerk
- Cat Rapes Dog
- cEvin Key
- Coil
- Colony 5
- Controlled Bleeding
- Devours
- Download
- Headscan
- Jesus on Extasy
- Juno Reactor
- Marsheaux
- Massiv in Mensch
- Mlada Fronta
- Nash the Slash
- Noise Unit
- Psyche
- Ploho
- Rational Youth